# Artemidora alpherakyi
Artemidora alpherakyi är en fjärilsart som beskrevs av Wagner 1918. Artemidora alpherakyi ingår i släktet Artemidora och familjen mätare. Inga underarter finns listade i Catalogue of Life.